# Феміністичні секс-війни
Феміністичні секс-війни (англ. Feminist sex wars), також відомі як лесбійські секс-війни, сексуальні війни чи порно-війни — колективні дебати серед феміністок другої хвилі щодо питань жіночої сексуальності та сексуального насильства. Розбіжності глибоко поляризували феміністичний рух наприкінці 1970-х — початку 1980-х і продовжують впливати на феміністичний дискурс донині.
Сторони поділились на антипорнографічну (за тілесну автономію, культуру згоди, боротьбу з порноіндустрією та проституцією як формами чоловічого насильства проти жінок) та порно-позитивну (включаючи порнографію, еротику, проституцію, участь трансгендерних жінок у лесбійському співтоваристві, садомазохізм та інші сексуальні перверсії). 
В результаті цих дебатів фемрух був глибоко розділений. Багато історикинь розглядають феміністичні секс-війни як закінчення другої хвилі феміністичної ери (яка почалася прибл. 1963) і вісника третьої (розпочалася на початку 1990-х).

## Історія

### Антипорнографічні феміністки
У 1976 році Андреа Дворкін організувала демонстрації проти фільму «Snuff» у Нью-Йорку, але спроби створити організацію для продовження феміністичної антипорнографічної кампанії зазнали невдачі. Зусилля були більш успішними в Лос-Анджелесі, де у 1976 р. у відповідь на Snuff було засновано Жінки проти насильства над жінками; вони провели кампанію проти альбому Rolling Stones 1976 року «Black and Blue». Американський антипорнографічний рух зміцнився завдяки заснуванню «Жінки проти насильства в порнографії та ЗМІ» (WAVPM) у 1977 році в Сан-Франциско, після конференції 1976 року про насильство проти жінок, проведеної місцевими жіночими центрами. Членками стали Сьюзен Гріффін, Кетлін Баррі та Лора Ледерер.
WAVPM організувала першу національну конференцію з порнографії в Сан-Франциско в 1978 році, яка включала акцію «Поверни ніч». Конференція призвела до організації феміністок проти порнографії в Нью-Йорку в 1979 р. Під прапором «Жінки проти порнографії» (WAP), а також до подібних організацій та зусиль, що створюються по всій території США. У 1983 р. Пейдж Мелліш, член WAVPM і WAP, заснувала «Феміністки, які борються з порнографією», щоб зосередитись на політиці, що прагне законодавчих змін для обмеження порноіндустрії.
У жовтні 1980 року Національна організація жінок визначила те, що стало відомим як «велика четвірка», заявивши, що «педерастія, порнографія, садомазохізм та публічний секс» стосуються експлуатації, насильства або вторгнення в приватне життя", а не «сексуальних уподобань чи орієнтації». Одне з найбільш пам'ятних зіткнень між просексуальними та антипорно-феміністками відбулося на Барнардській конференції 1982 року щодо сексуальності. Антипорнографічних феміністок виключили з комітету з планування заходів, тому вони влаштовували мітинги біля конференції, щоб продемонструвати свій протест.

### Секс-позитивні феміністки
До ранніх секс-позитивних груп належали Гейл Рубін і Пет Каліфія, а також лесбійська секс-мафія, заснована Дороті Елісон і Джо Арноне в Нью-Йорку в 1981 році. Феміністична робоча група проти цензури (FACT) створена в 1984 році Еллен Уілліс у відповідь на Указ Дворкін-Маккіннон в 1989 році — Феміністки проти цензури, сформована у Великій Британії, члена якої, включаючи Аведон Керол та Феміністок за вільне вираження, сформовані у США в 1992 році Марсією Паллі, членами-засновницями були Надін Строссен, Джоан Кеннеді Тейлор, Вероніка Віра та Кандида Рояль.

## Суть дебатів
Радикально-феміністична частина феміністок, стала називатись антипорнографічними феміністками, а решта секс-позитивними.

### Антипорнографічні феміністки
Радикальний фемінізм як основа феміністичної теорії бачив основу патріархатного утиску в сексуальній експлуатації жінок: сексуальному насильстві у шлюбах і на вулицях, існуванні проституції та порноіндустрії, що рекламує її. Андреа Дворкін та Кетрін Маккіннон прагнули, щоб цивільні закони обмежували порнографію, і з цією метою підготували Антипорнографічний указ про громадянські права, також відомий як Указ Дворкін-Маккіннон.

### Секс-позитивні феміністки

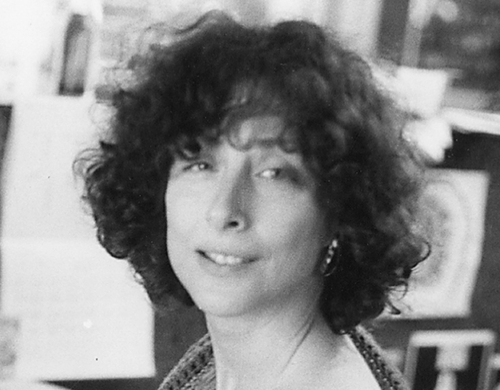
Терміни просексуальний фемінізм і секс-позитивний фемінізм були натхненні Елен Вілліс.

З 1979 року журналістка-феміністка Елен Вілліс критикувала антипорнографічних феміністок за ніби-то сексуальний пуританізм, моральний авторитаризм та загрозу свободі слова. Її есе 1981 року «Похітливі горизонти: чи є жіночий рух просексним?» започаткувало термін «просексуальний фемінізм». Реакція на антипорнографічний фемінізм з боку секс-позитивних феміністок була такою, що пропагувала секс як спосіб задоволення жінок, розглядаючи позиції антипорнографії як узгоджені з війною політичного правого крила з рекреаційним сексом та порнографією.

## Фемінізм третьої хвилі
Феміністичні праці третьої хвилі пропагують особисті, індивідуалізовані погляди на гендерні проблеми. Такі предмети, як садомазохізм, порнографія, проституція, які фемінізм другої хвилі визнав інструментами утиску, тепер проголошуються інструментами емпаверменту, бо не використовуються виключно чоловіками, а також жінками.
Критикиня Тереза де Лауретіс розглядає сексуальні війни не з погляду поляризованих сторін, а як відображення фемінізму третьої хвилі, який за своєю суттю втілює різницю, яка може включати суперечливі та конкуруючі потяги. Тим часом критик Яна Савіцкі відкидає обидві поляризовані позиції, шукаючи третій шлях, який не є ні морально догматичним, ні некритично лібертаріанським.

## Наслідки секс-воєн
Поляризація феміністської ідеології під час сексуальних воєн мала широкі наслідки. Наприклад, сучасна «плутанина в тлумаченні визначення торгівлі людьми є наслідком протилежних феміністичних поглядів на проституцію».